# Női gyorskorcsolya-csapatverseny a 2006. évi téli olimpiai játékokon
A 2006. évi téli olimpiai játékokon a gyorskorcsolya női csapatversenyét február 15-én és 16-án rendezték az Oval Lingotto pályán. Az aranyérmet a német csapat nyerte. A versenyszámban nem vett részt magyar csapat.

## Rekord
A versenyt megelőzően a következő rekord volt érvényben:
| Világrekord | Németország (GER) | 2:56,04 | Calgary, Kanada | 2005. november 13. |

Elsőként megrendezett versenyszámként az alábbi olimpiai rekord született:
| Kanada (CAN) | 3:01,24 | Vancouver, Kanada | 2006. február 15. |

## Eredmények
A versenyen nyolc csapat vett részt. Az előfutamban az időeredmények a kiemelési sorrendet határozták meg. A negyeddöntőben négy futamban két-két csapat versenyzett, a győztesek az elődöntőbe jutottak, a vesztesek az időeredményeik alapján kerültek a C-, és D-döntőkbe. Az elődöntők győztesei jutottak az A-döntőbe, a vesztesek a B-döntőben a bronzéremért versenyezhettek. A futamokon a táv 6 kör, azaz 2400 méter volt.
Az időeredmények másodpercben értendők. A rövidítések jelentése a következő:
- OR: olimpiai rekord

### Előfutamok
| Helyezés | Futam | Csapat                                                                            | Időeredmény | Megjegyzés |
| -------- | ----- | --------------------------------------------------------------------------------- | ----------- | ---------- |
| 1.       | 3     | Oroszország (RUS) · Jekatyerina Abramova · Varvara Bariseva · Szvetlana Viszokova | 3:03,19     | OR         |
| 2.       | 1     | Norvégia (NOR) · Annette Bjelkevik · Hedvig Bjelkevik · Maren Haugli              | 3:06,34     | OR         |
| 3.       | 4     | Kanada (CAN) · Kristina Groves · Clara Hughes · Shannon Rempel                    | 3:06,45     |            |
| 4.       | 2     | Hollandia (NED) · Renate Groenewold · Moniek Kleinsman · Gretha Smit              | 3:06,67     |            |
| 5.       | 4     | Németország (GER) · Daniela Anschütz-Thoms · Lucille Opitz · Sabine Völker        | 3:07,07     |            |
| 6.       | 1     | Egyesült Államok (USA) · Margaret Crowley · Maria Lamb · Amy Sannes               | 3:07,83     |            |
| 7.       | 2     | Japán (JPN) · Nemoto Nami · Ócu Hiromi · Tabata Maki                              | 3:08,34     |            |
| 8.       | 3     | Kína (CHN) · Csi Csia · Vang Fej · Csang Hsziao-lej                               | 3:18,24     |            |

### Ágrajz
|  | Negyeddöntők | Negyeddöntők     | Negyeddöntők |             |         | Elődöntők    | Elődöntők | Elődöntők    |   |               | Döntő         | Döntő         | Döntő |  |
|  |              |                  |              |             |         |              |           |              |   |               |               |               |       |  |
|  | 3            | Kanada           | 3:01,24      |             |         |              |           |              |   |               |               |               |       |  |
|  | 3            | Kanada           | 3:01,24      |             |         |              |           |              |   |               |               |               |       |  |
|  | 6            | Egyesült Államok | 3:04,59      |             |         |              |           |              |   |               |               |               |       |  |
|  | 6            | Egyesült Államok | 3:04,59      |             | 3       | Kanada       | 3:02,13   |              |   |               |               |               |       |  |
|  |              |                  |              |             | 3       | Kanada       | 3:02,13   |              |   |               |               |               |       |  |
|  |              |                  | 7            | Japán       | 3:05,95 |              |           |              |   |               |               |               |       |  |
|  | 2            | Norvégia         | 7            | Japán       | 3:05,95 | lekörözéssel |           |              |   |               |               |               |       |  |
|  | 2            | Norvégia         |              |             |         |              |           |              |   |               |               |               |       |  |
|  | 7            | Japán            | lekörözéssel |             |         |              |           |              |   |               |               |               |       |  |
|  | 7            | Japán            | lekörözéssel |             | 3       | Kanada       | 3:02,91   |              |   |               |               |               |       |  |
|  |              |                  |              |             |         |              |           |              |   |               |               |               |       |  |
|  |              |                  | 5            | Németország | 3:01,25 |              |           |              |   |               |               |               |       |  |
|  | 4            | Hollandia        | 5            | Németország | 3:01,25 | 3:03,65      |           |              |   |               |               |               |       |  |
|  | 4            | Hollandia        |              |             |         | 3:03,65      |           |              |   |               |               |               |       |  |
|  | 5            | Németország      | 3:01,52      |             |         |              |           |              |   |               |               |               |       |  |
|  | 5            | Németország      | 3:01,52      |             | 5       | Németország  | 3:02,72   |              |   | Bronzmérkőzés | Bronzmérkőzés | Bronzmérkőzés |       |  |
|  |              |                  |              |             | 5       | Németország  | 3:02,72   |              |   |               |               |               |       |  |
|  |              |                  | 1            | Oroszország | 3:07,42 |              |           |              |   |               |               |               |       |  |
|  | 1            | Oroszország      | 1            | Oroszország | 3:07,42 | 3:05,93      |           |              | 1 | Oroszország   | lekörözéssel  |               |       |  |
|  | 1            | Oroszország      |              |             |         |              |           |              | 1 | Oroszország   | lekörözéssel  |               |       |  |
|  | 8            | Kína             | 3:08,29      |             |         | 7            | Japán     | lekörözéssel |   |               |               |               |       |  |

### Negyeddöntők
| Helyezés       | Csapat                                                                             | Idő            | Különbség      | Megjegyzés                  |
| 1. negyeddöntő | 1. negyeddöntő                                                                     | 1. negyeddöntő | 1. negyeddöntő | 1. negyeddöntő              |
| -------------- | ---------------------------------------------------------------------------------- | -------------- | -------------- | --------------------------- |
| 1.             | Kanada (CAN) · Kristina Groves · Cindy Klassen · Christine Nesbitt                 | 3:01,24        |                | az 1. elődöntőbe jutott, OR |
| 2.             | Egyesült Államok (USA) · Maria Lamb · Catherine Raney · Jennifer Rodriguez         | 3:04,59        | +3,35          | a C-döntőbe jutott          |
| 2. negyeddöntő |                                                                                    |                |                |                             |
| 1.             | Japán (JPN) · Isino Eriko · Ócu Hiromi · Tabata Maki                               | lekörözés      |                | az 1. elődöntőbe jutott     |
| 2.             | Norvégia (NOR) · Annette Bjelkevik · Hedvig Bjelkevik · Maren Haugli               | lekörözés      |                | a D-döntőbe jutott          |
| 3. negyeddöntő |                                                                                    |                |                |                             |
| 1.             | Németország (GER) · Daniela Anschütz-Thoms · Anni Friesinger · Claudia Pechstein   | 3:01,52        |                | a 2. elődöntőbe jutott      |
| 2.             | Hollandia (NED) · Renate Groenewold · Paulien van Deutekom · Ireen Wüst            | 3:03,65        | +2,13          | a C-döntőbe jutott          |
| 4. negyeddöntő |                                                                                    |                |                |                             |
| 1.             | Oroszország (RUS) · Jekatyerina Abramova · Galina Lihacsova · Jekatyerina Lobiseva | 3:05,93        |                | a 2. elődöntőbe jutott      |
| 2.             | Kína (CHN) · Csi Csia · Vang Fej · Csang Hsziao-lej                                | 3:08,29        | +2,36          | a D-döntőbe jutott          |

### Elődöntők
| Helyezés    | Csapat                                                                           | Idő         | Különbség   | Megjegyzés          |
| 1. elődöntő | 1. elődöntő                                                                      | 1. elődöntő | 1. elődöntő | 1. elődöntő         |
| ----------- | -------------------------------------------------------------------------------- | ----------- | ----------- | ------------------- |
| 1.          | Kanada (CAN) · Kristina Groves · Clara Hughes · Cindy Klassen                    | 3:02,13     |             | az A-döntőbe jutott |
| 2.          | Japán (JPN) · Isino Eriko · Nemoto Nami · Tabata Maki                            | 3:05,95     | +3,82       | a B-döntőbe jutott  |
| 2. elődöntő |                                                                                  |             |             |                     |
| 1.          | Németország (GER) · Daniela Anschütz-Thoms · Anni Friesinger · Claudia Pechstein | 3:02,72     |             | az A-döntőbe jutott |
| 2.          | Oroszország (RUS) · Varvara Bariseva · Galina Lihacsova · Szvetlana Viszokova    | 3:07,42     | +4,70       | a B-döntőbe jutott  |

### Döntők
| Helyezés | Csapat                                                                                | Idő       | Különbség | Megjegyzés |
| A-döntő  | A-döntő                                                                               | A-döntő   | A-döntő   | A-döntő    |
| -------- | ------------------------------------------------------------------------------------- | --------- | --------- | ---------- |
| Arany    | Németország (GER) · Daniela Anschütz-Thoms · Anni Friesinger · Claudia Pechstein      | 3:01,25   |           |            |
| Ezüst    | Kanada (CAN) · Kristina Groves · Clara Hughes · Christine Nesbitt                     | 3:02,91   | +1,66     |            |
| B-döntő  |                                                                                       |           |           |            |
| Bronz    | Oroszország (RUS) · Jekatyerina Abramova · Jekatyerina Lobiseva · Szvetlana Viszokova | lekörözés |           |            |
| 4.       | Japán (JPN) · Isino Eriko · Nemoto Nami · Tabata Maki                                 | lekörözés |           |            |
| C-döntő  |                                                                                       |           |           |            |
| 5.       | Hollandia (NED) · Gretha Smit · Paulien van Deutekom · Ireen Wüst                     | 3:04,22   |           |            |
| 6.       | Egyesült Államok (USA) · Margaret Crowley · Maria Lamb · Catherine Raney              | 3:05,62   | +1,40     |            |
| D-döntő  |                                                                                       |           |           |            |
| 7.       | Norvégia (NOR) · Annette Bjelkevik · Hedvig Bjelkevik · Maren Haugli                  | 3:06,20   |           |            |
| 8.       | Kína (CHN) · Csi Csia · Vang Fej · Csang Hsziao-lej                                   | 3:06,91   | +0,71     |            |